# کم‌تاران
کم‌تاران (به لاتین: Oligochaeta)  زیرمجموعهای از جانوران نرم‌پیکر در شاخه کرم‌های حلقوی است که از انواع بسیاری از کرم‌های آبزی و خشکی، از جمله همه کرم‌های خاکی مختلف تشکیل شده است. به‌طور خاص، کم‌تاران شامل کرم‌های خاکی مگادریل زمینی (که برخی از آنها نیمه‌آبی یا کاملاً آبی هستند)، و اشکال میکرودریل‌های آب شیرین یا نیمه‌زمینی، از جمله لوله‌ها، کرم‌های کوزه و کرم‌های یخی (Enchytraeidae)، کرم سیاه (Lumbriculidae) و چندین کرم دریایی هستند.
با حدود ۱۰۰۰۰ گونه شناخته‌شده، Oligochaeta حدود نیمی از شاخه کرم‌های حلقوی را تشکیل می‌دهد. این کرم‌ها معمولاً بر روی سطوح بیرونی بدن خود تعداد کمی مژکچه (chaetae) یا «موی» دارند و برخلاف پرتاران بدون parapodia هستند.